# 德沃哈拉
德沃哈拉（Devhara），是印度中央邦Shahdol县的一个城镇。总人口10827（2001年）。

## 人口
该地2001年总人口10827人，其中男性5800人，女性5027人；0—6岁人口1370人，其中男734人，女636人；识字率68.14%，其中男性为76.16%，女性为58.88%。